# Anaphe venata
Anaphe venata är en fjärilsart som beskrevs av Butler 1878. Anaphe venata ingår i släktet Anaphe och familjen tandspinnare. Inga underarter finns listade i Catalogue of Life.